# Prueba de amor
Prueba de amor es un telenovela brasileña producido por Rede Record y se muestra originalmente entre de 17 de octubre de 2005 y 24 de julio de 2006 en 229 capítulos, sucediendo  Estas mujeres  y precediendo Critter Mato.
Fue escrito por Santiago Santiago, con la colaboración de Altenir Silva, Luiz Carlos Maciel, Anamaria Nunes y María Claudia Oliveira y la dirección general de Alexander avancini y productor ejecutivo Claudio Araujo.
Fue protagonizada por Marcelo Serrado y Lavinia Vlasak coprotagonizada por Patrícia França, Bianca Rinaldi, Heitor Martínez, Maria Ribeiro y Renata Domínguez y con las participaciones antagónicas de Vanessa Gerbelli y Leonardo Vieira.
Fue reproducido por primera vez entre 4 de agosto de 2008 y 15 de mayo de 2009, sustituido por  Critter Mato , debido a la baja audiencia para repetir patinadas en casi todas las horas de la estación de banda de la noche.
Se repitió por segunda vez entre el 27 de julio de 2015 y el 7 de mayo de 2016 en 203 capítulos con unos cortes inaugurando reposiciones gama de Registro que sustituyó al "tiempo" Programa de la tarde.

## Historia
Prueba de amor cuenta la historia de Daniel Avelar e Clarice Luz, que tiene todo para ser feliz, pero la felicidad se ve obstaculizada por Vitor Lopo Jr, villano de la historia y en el amor con Clarice no admite casarse con Daniel.
Un día Vitor Lopo Jr envía secuestrar Nininha hija Clarisa y la entrega a Elza bruja y el Pestana Gago, que requieren el trabajo en la calle, Elza también secuestra a Ricardo apodado el hijo de Johnny médico Joana Marinho y fotógrafo Philip Marino.
La policía pasan a instancias de la Policía Diana Alba y Julio Ladeira, comienzan a investigar el secuestro de Nininha y uno de Juana de gemelos. Y esta vez Paty Lopo hermana menor Vitor Lopo Jr., se casa con Rafael Avelar, el hermano de Daniel.
Al final de la trama Elza es hospitalizado en una clínica psiquiátrica y Pestana detenido, Paty sale corriendo asustado Hermano Vitor Lopo Jr, Joan, Philip, Eduardo y Johnny se hacen feliz, Diana y Julio se casan, Vitor Lopo Jr muere pero todavía aparece como un fantasma a Clarice, y Daniel Nininha termina la trama juntos y felices.

## Moldeada
| Actor                  | carácter                                                    |
| ---------------------- | ----------------------------------------------------------- |
| Lavinia Vlasak         | Clarice Luz Silva Avelar                                    |
| Marcelo Serrado        | Demian Avelar (Dani) '/ Flávio Alencar                      |
| Vanessa Gerbelli       | Elza Relief (bruja)                                         |
| Leonardo Vieira        | Vitor Junior Lopo (Lopo / Vitinho)                          |
| Patrícia França        | Diana Alba Ladeira                                          |
| Bianca Rinaldi         | Joana Martins Pena Silva Marinho                            |
| Heitor Martínez        | Filipe Marinho                                              |
| Pedro Malta            | Eduardo Martins Pena Silva Marinho (Dudu)                   |
| Pedro Malta            | Juan Ricardo Martins Pena Silva Marinho (Joãozinho)         |
| Renata Domínguez       | Patricia Lopo (Pati)                                        |
| Maria Ribeiro          | Raquela Miranda                                             |
| Cláudio Heinrich       | Rafael Avelar (Rafa)                                        |
| Paulo Figueiredo       | El Dr. Vitor Lopo                                           |
| Esther García          | Beatriz Luz                                                 |
| Fernanda Nobre         | Janice Silva Luz (Jani)                                     |
| Theo Becker            | Gabriel Avelar (GABI)                                       |
| Roger Fróes            | Guilhermo Silva (Antiguo Gui)                               |
| Helena Xavier          | Alicia Martins Pena Silva (tía mágico / magia de la abuela) |
| Déo Garcez             | El Dr. Alexandre Herculano '(Xande)' '                      |
| Jorge Puntual          | Julius Ladeira                                              |
| Claudia Alencar        | Teresa Avelar (Tete)                                        |
| André Mattos           | Ariosvaldo Padilha (Padilla)                                |
| Itala Nandi            | Maria Eduarda Martins Pena                                  |
| María Ceiça            | Marilia Padilha                                             |
| Luiz Henrique Nogueira | Vicente Pestana '(Gago)' '                                  |
| Nadia Lippi            | Cacilda Lopo                                                |
| Marcello Melo Jr.      | Ernesto                                                     |
| André Segatti          | Rogélio Correia (Gerión)                                    |
| Roberto Pirillo        | El Dr. Hélio Nereo                                          |
| Adriana Garambone      | El Dr. Estela García                                        |
| Jessica Sodre          | Lucero Padilla Cordero                                      |
| Marcelo Picchi         | El Dr. Estanislao Creonte Carvalho '(Vampirão)' '           |
| Mauricio Ribeiro       | Jonas Cordero                                               |
| Priscilla Rozenbaum    | guiar                                                       |
| Ricardo Pereira        | El Dr. Marco Aurelio / Marco Antonio '(Toni)' '             |
| Raul Gazolla           | Carlos Eduardo Avelar (Cadu)                                |
| Daniel Andrade         | Francisco Santos (Chicao)                                   |
| Perfeito Fortuna       | Waldemiro Márquez '(Miro de revendedores)' '                |
| Erika Faccini          | Telma Sandeberg                                             |
| Ana Paula Tabalipa     | Luisa Campos                                                |
| Marina Miranda         | Abuela Zita / Doña Zita                                     |
| Renata Paschoal        | Adelaide                                                    |
| Marise Gonçalves       | inocencia                                                   |
| Anna Markun            | Eleonora Prado                                              |
| Rafael Zulu            | Ubirajara Pereira Nascimento (Bira)                         |
| Marcia Kaplun          | Elisa '(Elisinha)' '                                        |
| Rachel Nunes           | Iolanda Ferraz                                              |
| Felipe Folgosi         | El Dr. Baltazar Matoso                                      |
| Valquiria Ribeiro      | Valeria Herculano de Sousa                                  |
| Julia Maggessi         | Mariana Silva Avelar Light (Nininha)                        |
| Diego Francisco        | José Leonardo de Sousa Herculano (Dewey)                    |
| Vitor Andrade          | Celso Padilla                                               |
| Ana Eliza Oliveira     | Vania Padilha (Vani)                                        |
| Shaila Arsenio         | Cristina Ferraz (Tita)                                      |
| Sergio Abreu           | Murilo Vilaca Palhares (Murilão)                            |

- Datos: Q10354715